# Кук, Джон (легкоатлет)
Джон Генри Кук (27 апреля 1905 года, Уилсон, шт. Канзас, США — 21 сентября 1986 года, Уилсон, шт. Канзас, США) — американский легкоатлет, толкатель ядра, чемпион Олимпийских игр 1928 года в Амстердаме.
В 1926 году стал чемпионом студенческого чемпионата США (NCAA) в толкании ядра и чемпионом США (AAU) в метании копья c национальным рекордом — 65,28 м. В 1927 году стал чемпионом США (AAU) в толкании ядра.
В 1928 году трижды улучшал мировой рекорд в толкании ядра, последний раз — на Олимпийских играх в Амстердаме, где он стал чемпионом с результатом 15,87 м. Только последний из этих рекордов был ратифицирован ИААФ. Уже спустя два месяца после Олимпийских игр Эмиль Хиршфельд из Германии вернул себе мировой рекорд в толкании ядра.

## Результаты
Лучшие результаты по годам
| Год                    | 1925  | 1926  | 1927  | 1928  | 1929  |
| ---------------------- | ----- | ----- | ----- | ----- | ----- |
| Толкание ядра (м)      | 14,91 | 15,37 | 14,75 | 15,87 | 15,20 |
| Место в мировом списке | 5     | 2     | 10    | 2     | 9     |
| Метание копья (м)      | 64,81 | 65,63 |       |       |       |
| Место в мировом списке | 5     | 1     |       |       |       |